# Богорія (гміна)
Гміна Богорія (пол. Gmina Bogoria) — місько-сільська гміна у східній Польщі. Належить до Сташовського повіту Свентокшиського воєводства.
Станом на 31 грудня 2011 у гміні проживало 7988 осіб.

## Територія
Згідно з даними за 2007 рік площа гміни становила 123.41 км², у тому числі:
- орні землі: 70.00%
- ліси: 24.00%

Таким чином, площа гміни становить 13.34% площі повіту.

## Населення
Станом на 31 грудня 2011:
| Опис     | Загалом | Загалом | Чоловіки | Чоловіки | Жінки | Жінки |
| -------- | ------- | ------- | -------- | -------- | ----- | ----- |
| одиниця  | осіб    | %       | осіб     | %        | осіб  | %     |
| все      | 7988    | 100     | 3960     | 49.57    | 4028  | 50.43 |
| міське   | 0       | 100     | 0        |          | 0     |       |
| сільське | 7988    | 100     | 3960     | 49.57    | 4028  | 50.43 |

## Сусідні гміни
Гміна Богорія межує з такими гмінами: Іваніська, Клімонтув, Ракув, Сташув.